# Insygnia grobowe Kazimierza III Wielkiego

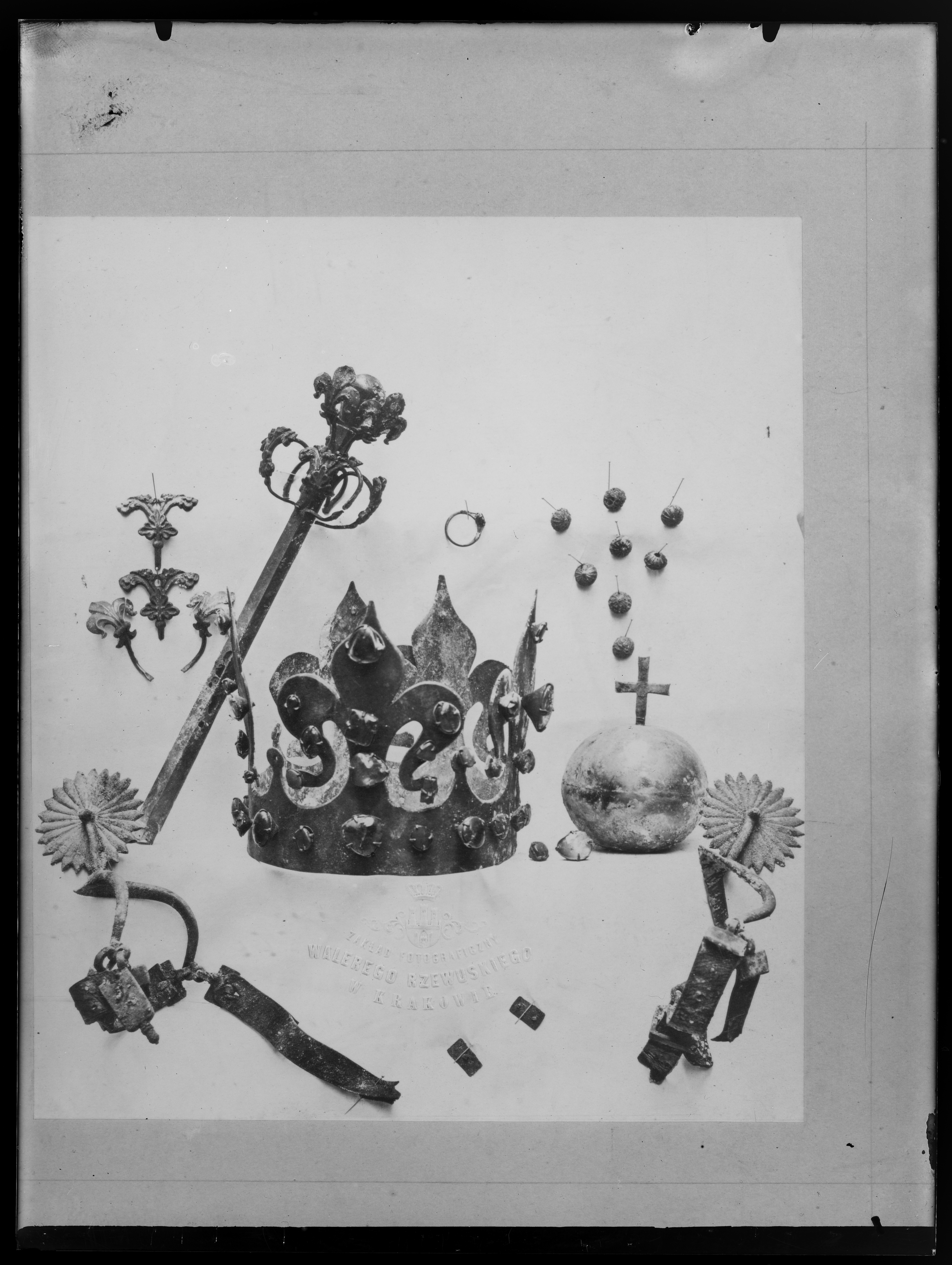
Insygnia grobowe Kazimierza III Wielkiego (fotografia), Muzeum Narodowe w Krakowie

Insygnia grobowe Kazimierza III Wielkiego – insygnia: korona, berło, jabłko, ostrogi i pierścień, pochowane z osobą króla Kazimierza III Wielkiego do jego grobu.

## Historia
Data powstania regaliów jest niepewna, przypuszczalnie pochodzą one z połowy XIV wieku i były prywatnymi insygniami króla. Posłużono się nimi jako trumiennymi z powodu pośpiechu, jaki towarzyszył pogrzebowi Kazimierza III Wielkiego. Nie zdążono bowiem na czas przygotować nowych  klejnotów na egzekwie, które w 1370 roku odbyły się zaledwie w kilka dni po śmierci monarchy.
Niedługo po śmierci Kazimierza Wielkiego miała miejsce kradzież insygniów z grobu władcy. Został o nią oskarżony podkanclerzy Janko z Czarnkowa, który miał zamiar przekazać je grupie przygotowującej zamach stanu w Wielkopolsce. Uważa się, że miały posłużyć w zastępstwie polskich regaliów koronacyjnych, które wówczas znajdowały się na Węgrzech na dworze Ludwika Andegaweńskiego, dziedziczącego koronę Polski po Kazimierzu Wielkim. Pozostałymi kandydatami do polskiego tronu byli dwaj wielkopolscy książęta, Kaźko Słupski (wnuk Kazimierza Wielkiego po kądzieli) lub Władysław Biały. Plan się nie powiódł, regalia odzyskano i ponownie złożono w trumnie króla.
W 1869 roku, podczas eksploracji grobu Kazimierza III Wielkiego przez Towarzystwo Naukowe Krakowskie, ponownie wyjęto z niego regalia. Dokonano ich szczegółowych badań i opisu, a następnie złożono ponownie do królewskiej trumny. Zlecono podczas tych prac wykonanie brązowych kopii insygniów, które przekazano w depozyt do skarbca katedralnego na Wawelu, gdzie można je oglądać do dziś. 

## Opis insygniów
Na insygnia grobowe Kazimierza III Wielkiego składają się:
- gotycka korona, złocona, otwarta, jednolita, zwieńczona pięcioma liliami heraldycznymi, oddzielonymi od siebie sterczynkami, udekorowana kamieniami półszlachetnymi o kolistym szlifie kaboszonowym,
- berło złocone o sześciobocznym trzonie i szerokiej, misternie wykonanej na kształt kwiatonu głowicy,
- jabłko królewskie, złocone, gładkie, zwieńczone greckim krzyżem,
- ostrogi złocone, zakończone dużymi zębatymi kółkami,
- pierścień złoty z kamieniem ametystowym[2].